# Vërtop
Vërtop es una unidad administrativa y pueblo de Albania. Fue municipio hasta el año 2015, cuando la reforma territorial de Albania lo incluyó en el municipio de Poliçan.
En 2011, el municipio tenía una población de 4919 habitantes.
Incluye las localidades de Bregasi, Drenova, Fushë Peshtani, Kapinova, Lybesha, Mbrakulla, Peshtani, Tomori, Vërtopi, Vodica y Zgërbonja.
Es el lugar de nacimiento del famoso escritor nacionalista albanés Jani Vruho.
Se ubica a medio camino entre Poliçan y Berat.